# Brighton Rock (pel·lícula de 2010)
Brighton Rock és una pel·lícula de ficció criminal britànica del 2010 escrita i dirigida per Rowan Joffé i basada en la novel·la del mateix nom de Graham Greene de 1938. La pel·lícula és protagonitzada per Sam Riley, Andrea Riseborough, Andy Serkis, John Hurt, Sean Harris i Helen Mirren.
La novel·la s'havia adaptat anteriorment en una pel·lícula amb el mateix títol dels germans Boulting que es va estrenar el 1948. Tot i que la novel·la i la pel·lícula original estan ambientades a la dècada de 1930, l'adaptació del segle XXI està ambientada durant l'era Mods i rockers dels anys 60.
Sam Riley interpreta "Pinkie", el paper interpretat originalment per Richard Attenborough. El rodatge va començar a l'octubre de 2009. Es va rodar en gran part a la ciutat propera d'Eastbourne, amb Eastbourne Pier substituint Brighton Pier, i a Beachy Head. Algunes escenes es van rodar a Hedsor House a Buckinghamshire i al mateix Brighton.

## Argument
El 1964, Pinkie Brown, el sociopata d'una banda de Brighton, va assassinar Fred Hale, que havia matat el líder de la banda Kite. Brown fa amistat amb Rose, una jove cambrera que va presenciar l'activitat de la colla, per vigilar-la. Ella s'enamora d'ell. Es casa amb ella per evitar que es vegi obligada a aportar proves contra ell. L'Ida, la patrona de la Rose i amiga d'en Hale, s'encarrega de salvar la noia del monstre amb qui s'ha casat.

## Repartiment
- Sam Riley com a Pinkie Brown
- Andrea Riseborough com a Rose
- Andy Serkis com el senyor Colleoni
- John Hurt com a Phil Corkery
- Helen Mirren com a Ida
- Sean Harris com a Hale
- Phil Davis com a Spicer
- Nonso Anozie com Dallow
- Craig Parkinson com a Cubitt
- Steve Evets com el senyor Wilson
- Maurice Roëves com a inspector en cap

## Producció
Rowan Joffé originalment no estava interessat en el projecte, que com es va proposar per primera vegada havia de ser un remake de la pel·lícula de 1948. Després de rellegir la novel·la, però, Joffé "es va enamorar absolutament del personatge de Rose" i va convèncer l'estudi perquè el deixés adaptar la novel·la directament. Joffe va explicar més tard per què va fer la seva pròpia adaptació de la novel·la:
| « | La novel·la era digna d'una adaptació contemporània. De fet, fa que sigui gairebé més obedient com a cineasta si t'agrada la novel·la, donar-li vida sense la restricció de la censura. Vull dir, gran part del catolicisme es va tallar de la pel·lícula original perquè no volien ofendre els catòlics... hi ha aspectes de la pel·lícula en què si els crítics fossin sincers, i pocs d'ells sens dubte, hem estat a Anglaterra, que la versió de 1947 és una adaptació bastant mansa i sens dubte no fa justícia al personatge de Rose perquè l'original en blanc i negre es va fer en un període en què culturalment i políticament érem molt protectors amb les dones. | » |

Pel que fa a la ubicació, en Pinkie mata a Spicer ficant-li un pal de caramella de Brighton Rock per la seva gola.

## Llançament
Brighton Rock es va estrenar al Festival Internacional de Cinema de Toronto el setembre de 2010 i al Festival de Cinema de Londres l’octubre de 2010.
La pel·lícula es va estrenar a les sales de cinema al Regne Unit el 4 de febrer de 2011, i a Austràlia el 14 d'abril de 2011. Als Estats Units, IFC Films va estrenar la pel·lícula l'agost de 2011, a les sales de cinema a Nova York i Los Angeles, i en altres llocs mitjançant vídeo sota demanda.

## Recepció
Brighton Rock va rebre ressenyes diverses de la crítica. L'agregador de ressenyes Rotten Tomatoes informa que el 51 % de 96 crítics van donar a la pel·lícula una crítica positiva, amb una valoració mitjana de 5,7/10. El consens dels crítics del lloc diu: "Brighton Rock és un noir prim que compta amb un atractiu trio d'estrelles, però la seva presentació a l'antiga només reforça el poc que es distingeix de l'original superior." Metacritic, que assigna una puntuació mitjana ponderada d'1 a 100 a les ressenyes dels principals crítics, va donar a la pel·lícula un 57 basat en 24 ressenyes que indiquen "crítiques mixtes o mitjanes". Segons Stephen Holden, "El Sr. Joffé ha convertit Brighton Rock en una pel·lícula negra a gran escala amb el ressacós estilístic d'una pel·lícula britànica de gàngsters més moderna. Per molt potencialment letals que puguin ser els sicaris, també són uns petits corredors d'apostes que semblen qualsevol cosa menys invencibles, i la pel·lícula li dóna a cadascun una personalitat complicada. Andy Serkis destaca com l'oliós Colleoni, un sibarita somrient i señor del crim amb aires de playboy." Holden assenyala que "Mr. Riley, que ara té 31 anys, és una mica massa gran per interpretar a un gàngster adolescent, i tira una mica la pel·lícula. Si el comportament imprudentment impulsiu de Pinkie és el d'un adolescent atemorit, els cabells llisos del senyor Riley, la cicatriu facial i la mirada freda i amb els ulls oberts suggereixen un adult experimentat que ha vist caure molta més aigua bruta sota el pont del que qualsevol adolescent podria haver presenciat. No obstant això, Holden conclou: "En descartar la major part del debat teològic [que es troba al llibre], la pel·lícula ja no és una obra de passió sinó un noir dur i desesperant. Això és prou bo per a mi."